# غراهام رودجر
غراهام رودجر (بالإنجليزية: Graham Rodger)‏ (1 أبريل 1967 بغلاسكو في المملكة المتحدة - ) هو لاعب كرة قدم بريطاني في مركز الدفاع. شارك مع منتخب إنجلترا تحت 21 سنة لكرة القدم. أما مع النوادي، فقد لعب مع غريمسبي تاون وكوفنتري سيتي ونادي لوتون تاون ووولفرهامبتون واندررز.

## وصلات خارجية
- غراهام رودجر على موقع قاعدة بيانات كرة القدم.إي يو (الإنجليزية)
- غراهام رودجر على موقع Soccerbase.com (لاعب) (الإنجليزية)
- غراهام رودجر على موقع Soccerbase.com (مدرب) (الإنجليزية)